# Championnats du monde de patinage artistique 1913
Navigation
Mondiaux 1912 Mondiaux 1914
Les championnats du monde de patinage artistique 1913 ont lieu du 10 au 11 février 1913 à Stockholm en Suède pour les Dames et les Couples, et le 23 février 1913 à la patinoire extérieure de Vienne dans l'empire d'Autriche-Hongrie pour les Messieurs.

## Podiums
| Épreuves                      | Or                               | Argent                                | Bronze                          |
| ----------------------------- | -------------------------------- | ------------------------------------- | ------------------------------- |
| Messieurs résultats détaillés | Fritz Kachler                    | Willy Böckl                           | Andor Szende                    |
| Dames résultats détaillés     | Opika von Méray Horváth          | Phyllis Johnson                       | Svea Norén                      |
| Couples résultats détaillés   | Helene Engelmann / Karl Mejstrik | Ludowika Jakobsson / Walter Jakobsson | Christa von Szabó / Leo Horwitz |

## Tableau des médailles
| Rang  | Nation      | Or | Argent | Bronze | Total |
| ----- | ----------- | -- | ------ | ------ | ----- |
| 1     | Autriche    | 2  | 1      | 1      | 4     |
| 2     | Hongrie     | 1  | 0      | 1      | 2     |
| 3     | Finlande    | 0  | 1      | 0      | 1     |
| 3     | Royaume-Uni | 0  | 1      | 0      | 1     |
| 5     | Suède       | 0  | 0      | 1      | 1     |
| Total | Total       | 3  | 3      | 3      | 9     |

## Détails des compétitions

### Messieurs
| Rang | Nom               | Nation    | Places | Points | Fig. impo. | Prog. libre |
| ---- | ----------------- | --------- | ------ | ------ | ---------- | ----------- |
| 1    | Fritz Kachler     | Autriche  | 5      | 470.30 | 1          | 1           |
| 2    | Willy Böckl       | Autriche  | 13     | 442.95 | 4          | 2           |
| 3    | Andor Szende      | Hongrie   | 16     | 445.30 | 2          | 4           |
| 4    | Ivan Malinine     | Russie    | 22     | 432.40 | 6          | 3           |
| 5    | Ernst Oppacher    | Autriche  | 23     | 436.85 | 3          | 6           |
| 6    | Harald Rooth      | Suède     | 28     | 425.40 | 7          | 5           |
| 7    | Werner Rittberger | Allemagne | 31     | 417.10 | 5          | 7           |
| 8    | Paul Metzner      | Allemagne | 40     | 387.40 | 8          | 8           |

### Dames
| Rang | Nom                     | Nation      | Places | Points | Fig. impo. | Prog. libre |
| ---- | ----------------------- | ----------- | ------ | ------ | ---------- | ----------- |
| 1    | Opika von Méray Horváth | Hongrie     | 5      |        |            |             |
| 2    | Phyllis Johnson         | Royaume-Uni | 17     |        |            |             |
| 3    | Svea Norén              | Suède       | 17     |        |            |             |
| 4    | Grete Strasilla         | Allemagne   | 21     |        |            |             |
| 5    | Anna Lisa Allardt       | Finlande    | 20     |        |            |             |
| 6    | Magda Julin             | Suède       | 28     |        |            |             |
| 7    | Thea Frenssen           | Allemagne   | 32     |        |            |             |
| 8    | Ursula Blackwood        | Royaume-Uni | 40     |        |            |             |

### Couples
| Rang | Nom                                   | Nation      | Places | Points |
| ---- | ------------------------------------- | ----------- | ------ | ------ |
| 1    | Helene Engelmann / Karl Mejstrik      | Autriche    | 9      |        |
| 2    | Ludowika Jakobsson / Walter Jakobsson | Finlande    | 9.5    |        |
| 3    | Christa von Szabó / Leo Horwitz       | Autriche    | 11.5   |        |
| 4    | Alexia Bryn / Yngvar Bryn             | Norvège     | 23     |        |
| 5    | Elly Svensson / Per Thorén            | Suède       | 24.5   |        |
| 6    | Helfrid Palm / Agard Palm             | Suède       | 30     |        |
| 7    | Mrs. Arthur Cadogan / Arthur Cumming  | Royaume-Uni | 32.5   |        |